# Lamar Hunt U.S. Open Cup 2012
Der Lamar Hunt U.S. Open Cup 2012 war die 99. Austragung des US-amerikanischen Fußballpokalwettbewerbs der Herren. Veranstalter des Turniers war die United States Soccer Federation. Das Turnier begann am 15. Mai und endete mit dem Pokalfinale am 8. August 2012.
Der Seattle Sounders FC konnte das Turnier in den Jahren 2009 bis 2011 jedes Mal gewinnen und ging als Titelverteidiger ins Rennen. Seattle konnte zwar erneut bis ins Finale vordringen, musste sich dort jedoch Sporting Kansas City im Elfmeterschießen geschlagen geben. Erstmals in der Geschichte des Wettbewerbs nehmen alle 32 in den USA beheimateten Mannschaften der ersten drei Ligaebenen des nordamerikanischen Ligafußballs teil. Die Mannschaften dieser Ligen aus anderen Ländern oder Gebieten (Kanada, Antigua und Barbuda, Puerto Rico) dürfen nicht teilnehmen, da sie kein Mitglied der United States Soccer Federation sind. Insgesamt wurde das Teilnehmerfeld von 40 auf 64 Mannschaften aufgestockt.
Sporting Kansas City erhält als Sieger des Turniers einen Startplatz in der Gruppenphase der CONCACAF Champions League 2013/14.

## Teilnehmende Mannschaften
| direkt für die 3. Runde qualifiziert (alle US-Mannschaften der MLS) | direkt für die 3. Runde qualifiziert (alle US-Mannschaften der MLS) | direkt für die 3. Runde qualifiziert (alle US-Mannschaften der MLS) | direkt für die 3. Runde qualifiziert (alle US-Mannschaften der MLS) |
| --- | --- | --- | --- |
| - Chicago Fire - CD Chivas USA - Colorado Rapids - Columbus Crew | - D.C. United - FC Dallas - Houston Dynamo - Los Angeles Galaxy | - New England Revolution - New York Red Bulls - Philadelphia Union - Portland Timbers | - Real Salt Lake - San José Earthquakes - Seattle Sounders FC - Sporting Kansas City |
| direkt für die 2. Runde qualifiziert (alle US-Mannschaften der NASL und der USL Pro) | | | |
| - Atlanta Silverbacks (NASL) - Carolina RailHawks (NASL) - Fort Lauderdale Strikers (NASL) - Minnesota Stars (NASL) | - San Antonio Scorpions (NASL) - Tampa Bay Rowdies (NASL) - Charleston Battery (USL Pro) - Charlotte Eagles (USL Pro) | - Dayton Dutch Lions FC (USL Pro) - Harrisburg City Islanders (USL Pro) - Los Angeles Blues SC (USL Pro) - Orlando City (USL Pro)                                                                                          | - Pittsburgh Riverhounds (USL Pro) - Richmond Kickers (USL Pro) - Rochester Rhinos (USL Pro) - Wilmington Hammerheads (USL Pro)                                                                                           |
| Teilnehmer der 1. Runde (Mannschaften der USL PDL, der NPSL, der USASA und des USCS) | | | |
| - Carolina Dynamo (USL PDL) - Chicago Fire Premier (USL PDL) - Des Moines Menace (USL PDL) - El Paso Patriots (USL PDL) - Fresno Fuego (USL PDL) - Kitsap Pumas (USL PDL) - Laredo Heat (USL PDL) - Long Island Rough Riders (USL PDL) | - Michigan Bucks (USL PDL) - Mississippi Brilla (USL PDL) - Orlando City U-23 (USL PDL) - Portland Phoenix (USL PDL) - Portland Timbers U-23 (USL PDL) - Reading United AC (USL PDL) - Real Colorado Foxes (USL PDL) - Ventura County Fusion (USL PDL) | - Brooklyn Italians (NPSL) - Fullerton Rangers (NPSL) - Georgia Revolution (NPSL) - Jacksonville United (NPSL) - Milwaukee Bavarians (NPSL) - FC Sonic Lehigh Valley (NPSL) - Aegean Hawks (USASA) - ASC New Stars (USASA) | - Cal FC (USASA) - Croatian Eagles (USASA) - Greek American Atlas Astoria (USASA) - Jersey Shore Boca (USASA) - KC Athletics (USASA) - NTX Rayados (USASA) - PSA Elite (USASA) - Stanislaus United Turlock Express (USCS) |

## Ergebnisse
Alle Runden werden in einzelnen Spielen ohne Rückspiel ausgetragen. Bei Torgleichheit nach Ablauf der regulären Spielzeit wird eine Verlängerung von zweimal 15 Minuten gespielt. Ist der Spielstand danach immer noch ausgeglichen, folgt ein Elfmeterschießen mit jeweils fünf Schützen. Die römische Zahl hinter dem Namen der Mannschaft in den Ergebnistabellen bezieht sich auf die Ligaebene. Da der US-Fußballverband nur die drei Profiligen offiziell in Ebenen klassifiziert, stehen alle anderen Mannschaften auf Ligaebene IV oder V. Ebene IV enthält Mannschaften in den Halbprofiligen USL PDL und NPSL, Ebene V die übrigen Mannschaften, unabhängig von der Liga, in der sie spielen.

### 1. Runde
Die erste Runde des Turniers wurde am 15. Mai 2012 ausgetragen.
| Datum                  |                                       | Ergebnis             |                                  | Station        |
| ---------------------- | ------------------------------------- | -------------------- | -------------------------------- | -------------- |
| 15.05. 18:00 Uhr (CDT) | Chicago Fire Premier (IV)             | 1:0 (1:0)            | Croatian Eagles (V)              | Bridgeview, IL |
| 15.05. 19:00 Uhr (EDT) | Reading United AC (IV)                | 2:1 (1:0)            | Greek American Atlas Astoria (V) | Fleetwood, PA  |
| 15.05. 19:00 Uhr (EDT) | Orlando City U-23 (IV)                | 1:2 (0:0)            | Jacksonville United FC (IV)      | Sanford, FL    |
| 15.05. 19:05 Uhr (EDT) | FC Sonic Lehigh Valley (IV)           | 0:2 (0:2)            | Long Island Rough Riders (IV)    | Whitehall, PA  |
| 15.05. 19:30 Uhr (EDT) | Aegean Hawks (V)                      | 3:1 (1:0)            | Carolina Dynamo (IV)             | Germantown, MD |
| 15.05. 19:30 Uhr (EDT) | Michigan Bucks (IV)                   | 6:0 (3:0)            | Jersey Shore Boca (V)            | Pontiac, MI    |
| 15.05. 19:30 Uhr (EDT) | Georgia Revolution (IV)               | 1:0 n. V.            | Mississippi Brilla (IV)          | Conyers, GA    |
| 15.05. 20:00 Uhr (EDT) | Portland Phoenix (IV)                 | 2:3 (0:2)            | Brooklyn Italians (IV)           | Portland, ME   |
| 15.05. 19:00 Uhr (MDT) | Real Colorado Foxes (IV)              | 1:3 (1:0)            | KC Athletics (V)                 | Golden, CO     |
| 15.05. 20:00 Uhr (CDT) | Milwaukee Bavarians (IV)              | 1:3 n. V. (1:1, 1:0) | Des Moines Menace (IV)           | Milwaukee, WI  |
| 15.05. 20:15 Uhr (CDT) | Laredo Heat (IV)                      | 4:2 n. V. (2:2, 1:1) | ASC New Stars (V)                | Laredo, TX     |
| 15.05. 19:00 Uhr (PDT) | Stanislaus United Turlock Express (V) | 0:2 (0:1)            | Fresno Fuego (IV)                | Turlock, CA    |
| 15.05. 20:00 Uhr (MDT) | El Paso Patriots (IV)                 | 3:1 (1:0)            | NTX Rayados (V)                  | El Paso, TX    |
| 15.05. 19:15 Uhr (PDT) | Kitsap Pumas (IV)                     | 1:3 (0:1)            | Cal FC (V)                       | Bremerton, WA  |
| 15.05. 19:30 Uhr (PDT) | Portland Timbers U-23 (IV)            | 1:3 (0:2)            | PSA Elite (V)                    | Portland, OR   |
| 15.05. ??:?? Uhr (PDT) | Fullerton Rangers (IV)                | 2:6 n. V. (2:2, 0:2) | Ventura County Fusion (IV)       | Fullerton, CA  |

### 2. Runde
Die zweite Runde fand am 22. Mai 2012 statt. Die Sieger der 1. Runde spielen jeweils gegen eine höherklassige Mannschaft, die sich direkt für die 2. Runde qualifiziert hat. In fast allen Spielen setzte sich die höherklassige Mannschaft durch, lediglich die Michigan Bucks, Ventura County Fusion und der USASA-Teilnehmer Cal FC gewannen ihre Spiele, alle drei auswärts.
| Datum                  |                                 | Ergebnis             |                               | Station             |
| ---------------------- | ------------------------------- | -------------------- | ----------------------------- | ------------------- |
| 22.05. 18:00 Uhr (CDT) | Chicago Fire Premier (IV)       | 1:2 (0:1)            | Dayton Dutch Lions FC (III)   | Bridgeview, IL      |
| 22.05. 19:00 Uhr (EDT) | Harrisburg City Islanders (III) | 2:0 (0:0)            | Long Island Rough Riders (IV) | Harrisburg, PA      |
| 22.05. 19:00 Uhr (EDT) | Pittsburgh Riverhounds (III)    | 0:1 (0:0)            | Michigan Bucks (IV)           | Pittsburgh, PA      |
| 22.05. 19:00 Uhr (EDT) | Wilmington Hammerheads (III)    | 0:4 (0:2)            | Cal FC (V)                    | Wilmington, NC      |
| 22.05. 19:00 Uhr (EDT) | Jacksonville United FC (IV)     | 0:3 (0:2)            | Tampa Bay Rowdies (II)        | Jacksonville, FL    |
| 22.05. 19:07 Uhr (EDT) | Carolina RailHawks (II)         | 6:0 (5:0)            | PSA Elite (V)                 | Cary, NC            |
| 22.05. 19:30 Uhr (EDT) | Charleston Battery (III)        | 2:1 (0:0)            | Reading United AC (IV)        | Charleston, SC      |
| 22.05. 19:30 Uhr (EDT) | Aegean Hawks (V)                | 0:4 (0:2)            | Richmond Kickers (III)        | Germantown, MD      |
| 22.05. 19:30 Uhr (EDT) | Georgia Revolution (IV)         | 0:1 (0:0)            | Atlanta Silverbacks (II)      | Conyers, GA         |
| 22.05. 19:30 Uhr (EDT) | Orlando City (III)              | 7:0 (4:0)            | KC Athletics (V)              | Sanford, FL         |
| 22.05. 19:30 Uhr (EDT) | Fort Lauderdale Strikers (II)   | 7:2 (1:0)            | Fresno Fuego (IV)             | Fort Lauderdale, FL |
| 22.05. 19:35 Uhr (EDT) | Rochester Rhinos (III)          | 3:0 (2:0)            | Brooklyn Italians (IV)        | Rochester, NY       |
| 22.05. 17:00 Uhr (PDT) | Los Angeles Blues SC (III)      | 1:3 n. V. (1:1, 1:1) | Ventura County Fusion (IV)    | Fullerton, CA       |
| 22.05. 20:00 Uhr (MDT) | El Paso Patriots (IV)           | 0:1 (0:0)            | Charlotte Eagles (III)        | El Paso, TX         |
| 22.05. ??:?? Uhr (CDT) | Des Moines Menace (IV)          | 0:2 (0:1)            | Minnesota Stars FC (II)       | West Des Moines, IA |

### 3. Runde
Die dritte Runde wurde am 29. und 30. Mai 2012 ausgespielt. Die Sieger der zweiten Runde trafen jeweils auf einen der 16 Vertreter der Major League Soccer, der höchsten Spielklasse im US-Profifußball. Nur acht der MLS-Mannschaften konnten sich durchsetzen. Besonders spektakulär war der Sieg der Harrisburg City Islanders gegen den MLS-Teilnehmer New England Revolution. Nachdem in der regulären Spielzeit keine Tore gefallen waren, ging New England in der Verlängerung zunächst mit 3:0 in Führung, ehe in den letzten zehn Minuten der Verlängerung Harrisburg ebenfalls drei Tore erzielen und sich so ins Elfmeterschießen retten konnte, das sie letztlich gewannen. Von den drei noch im Wettbewerb befindlichen Amateurmannschaften konnten sich zwei erneut gegen einen höherklassigen Gegner durchsetzen. Die Michigan Bucks warfen Chicago Fire aus dem Wettbewerb und Cal FC besiegte auswärts die Portland Timbers, jeweils in der Verlängerung.
| Datum                  |                                 | Ergebnis                         |                               | Station            |
| ---------------------- | ------------------------------- | -------------------------------- | ----------------------------- | ------------------ |
| 29.05. 19:00 Uhr (EDT) | Harrisburg City Islanders (III) | 3:3 n. V. (0:0, 0:0) (7:6 i. E.) | New England Revolution (I)    | Harrisburg, PA     |
| 29.05. 19:00 Uhr (EDT) | Richmond Kickers (III)          | 1:2 n. V. (1:1, 1:1)             | D.C. United (I)               | Richmond, VA       |
| 29.05. 19:07 Uhr (EDT) | Carolina RailHawks (II)         | 2:1 (0:1)                        | Los Angeles Galaxy (I)        | Cary, NC           |
| 29.05. 19:30 Uhr (EDT) | Philadelphia Union (I)          | 3:0 (2:0)                        | Rochester Rhinos (III)        | Chester, PA        |
| 29.05. 19:30 Uhr (EDT) | Charleston Battery (III)        | 0:3 (0:2)                        | New York Red Bulls (I)        | Charleston, SC     |
| 29.05. 19:30 Uhr (EDT) | Michigan Bucks (IV)             | 3:2 n. V. (2:2, 1:1)             | Chicago Fire (I)              | Pontiac, MI        |
| 29.05. 19:30 Uhr (EDT) | Columbus Crew (I)               | 1:2 (0:1)                        | Dayton Dutch Lions FC (III)   | Columbus, OH       |
| 29.05. 19:30 Uhr (EDT) | Tampa Bay Rowdies (II)          | 1:3 (0:2)                        | Colorado Rapids (I)           | St. Petersburg, FL |
| 29.05. 19:30 Uhr (CDT) | Sporting Kansas City (I)        | 3:2 (1:0)                        | Orlando City (III)            | Kansas City, KS    |
| 29.05. 19:30 Uhr (CDT) | San Antonio Scorpions (II)      | 1:0 (0:0)                        | Houston Dynamo (I)            | San Antonio, TX    |
| 29.05. 19:30 Uhr (CDT) | FC Dallas (I)                   | 0:2 (0:1)                        | Charlotte Eagles (III)        | Frisco, TX         |
| 29.05. 19:00 Uhr (MDT) | Real Salt Lake (I)              | 1:3 (1:2)                        | Minnesota Stars FC (II)       | Sandy, UT          |
| 29.05. 19:00 Uhr (PDT) | Ventura County Fusion (IV)      | 0:1 (0:1)                        | CD Chivas USA (I)             | Ventura, CA        |
| 29.05. 19:30 Uhr (PDT) | San José Earthquakes (I)        | 2:1 (0:1)                        | Fort Lauderdale Strikers (II) | Stanford, CA       |
| 30.05. 19:00 Uhr (PDT) | Seattle Sounders FC (I)         | 5:1 (1:0)                        | Atlanta Silverbacks (II)      | Tukwila, WA        |
| 30.05. 19:30 Uhr (PDT) | Portland Timbers (I)            | 0:1 n. V.                        | Cal FC (V)                    | Portland, OR       |

### 4. Runde
Die 4. Runde fand am 5. Juni 2012 statt. Jeweils zwei Sieger aus der dritten Runde spielten gegeneinander. Unter den Gewinnern waren neben fünf Mannschaften der MLS drei Mannschaften der drittklassigen USL Professional Division. Beide noch im Wettbewerb befindlichen Amateurmannschaften verloren ihre Spiele.
| Datum                  |                                 | Ergebnis             |                             | Station         |
| ---------------------- | ------------------------------- | -------------------- | --------------------------- | --------------- |
| 05.06. 19:05 Uhr (EDT) | Harrisburg City Islanders (III) | 3:1 n. V. (1:1, 1:0) | New York Red Bulls (I)      | Harrisburg, PA  |
| 05.06. 19:07 Uhr (EDT) | Carolina RailHawks (II)         | 1:2 (0:1)            | CD Chivas USA (I)           | Cary, NC        |
| 05.06. 19:30 Uhr (EDT) | D.C. United (I)                 | 1:2 n. V. (1:1, 1:1) | Philadelphia Union (I)      | Boyds, MD       |
| 05.06. 19:30 Uhr (EDT) | Michigan Bucks (IV)             | 1:2 n. V. (1:1, 0:1) | Dayton Dutch Lions FC (III) | Rochester, MI   |
| 05.06. 19:30 Uhr (CDT) | Sporting Kansas City (I)        | 2:0 (1:0)            | Colorado Rapids (I)         | Kansas City, KS |
| 05.06. 19:30 Uhr (CDT) | San Antonio Scorpions (II)      | 1:2 n. V. (1:1, 0:1) | Charlotte Eagles (III)      | San Antonio, TX |
| 05.06. 19:00 Uhr (PDT) | Seattle Sounders FC (I)         | 5:0 (0:0)            | Cal FC (V)                  | Tukwila, WA     |
| 05.06. 20:00 Uhr (PDT) | San José Earthquakes (I)        | 1:0 (0:0)            | Minnesota Stars FC (II)     | Stanford, CA    |

### Viertelfinale
Im Viertelfinale, das am 26. Juni 2012 stattfand, konnten sich die MLS-Teilnehmer jeweils durchsetzen. Im einzigen reinen MLS-Duell feierte der amtierende Titelträger aus Seattle einen knappen Sieg gegen San José.
| Datum                  |                          | Ergebnis  |                                 | Station           |
| ---------------------- | ------------------------ | --------- | ------------------------------- | ----------------- |
| 26.06. 19:30 Uhr (EDT) | Philadelphia Union (I)   | 5:2 (3:0) | Harrisburg City Islanders (III) | Chester, PA       |
| 26.06. 19:30 Uhr (CDT) | Sporting Kansas City (I) | 3:0 (1:0) | Dayton Dutch Lions FC (III)     | Kansas City, KS   |
| 26.06. 19:30 Uhr (PDT) | CD Chivas USA (I)        | 2:1 (0:0) | Charlotte Eagles (III)          | Fullerton, CA     |
| 26.06. 19:30 Uhr (PDT) | San José Earthquakes (I) | 0:1 (0:1) | Seattle Sounders FC (I)         | San Francisco, CA |

### Halbfinale
Das Halbfinale wurde am 11. Juli ausgetragen. Der Pokalsieger der letzten drei Saisons, Seattle Sounders, konnte sich ebenso durchsetzen wie Sporting Kansas City, die sich damit für das Finale qualifiziert haben.
| Datum                  |                         | Ergebnis  |                          | Station     |
| ---------------------- | ----------------------- | --------- | ------------------------ | ----------- |
| 11.07. 19:30 Uhr (EDT) | Philadelphia Union (I)  | 0:2 (0:0) | Sporting Kansas City (I) | Chester, PA |
| 11.07. 19:00 Uhr (PDT) | Seattle Sounders FC (I) | 4:1 (1:0) | CD Chivas USA (I)        | Tukwila, WA |

### Finale
Das Finale fand am 8. August statt. Seattle konnte seinen Titel nicht verteidigen und unterlag im Elfmeterschießen dem neuen Pokalsieger Sporting Kansas City.
| Datum              |                          | Ergebnis                         |                         | Station         |
| ------------------ | ------------------------ | -------------------------------- | ----------------------- | --------------- |
| 08.08. 20:00 (CDT) | Sporting Kansas City (I) | 1:1 n. V. (1:1, 0:0) (3:2 i. E.) | Seattle Sounders FC (I) | Kansas City, KS |